# Voetzoolreflex

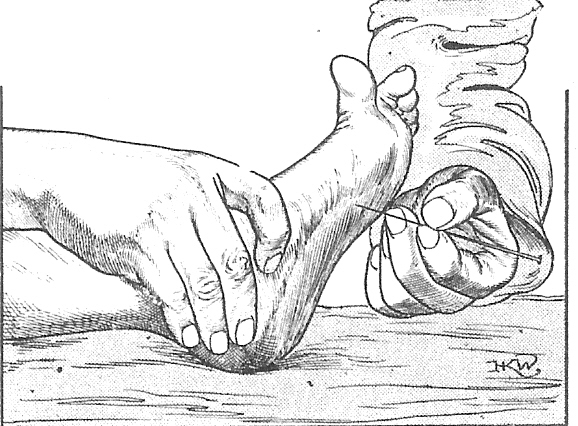
Het uitvoeren van de voetzoolreflex, die hier leidt tot een 'reflex volgens Babinski'

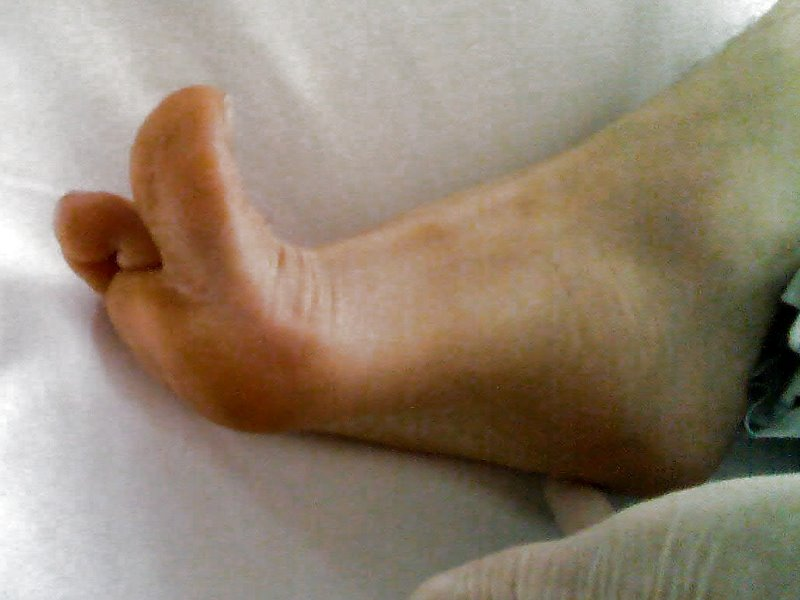
Reflex volgens Babinski

De voetzoolreflex (vaak afgekort tot VZR) is de reflex die wordt gezien als een arts de voetzool van een onderzochte bekrast met een speld of ander puntig voorwerp. Het onderzoek van de voetzoolreflex maakt deel uit van het neurologisch onderzoek.
De gebruikelijke reactie op bekrassing van een voetzool wordt de reflex volgens Strümpell genoemd. De tenen buigen in antwoord op de prikkel van het bekrassen van de voetzolen naar beneden (plantair), tenzij de huid zo dik is dat het krassen niet wordt gevoeld, dan zullen de tenen niet bewegen. Soms is de onderzochte zo gespannen dat de reflex niet volgt. Dit is vanzelfsprekend niet van medische betekenis. Afleiding van de persoon kan er voor zorgen dat er alsnog een plantaire voetzoolreflex wordt gezien.
Een pathologische (afwijkende) voetzoolreflex wordt een 'reflex volgens Babinski' genoemd, vernoemd naar de Pools-Franse neuroloog Joseph Babinski. Daarbij gaan de tenen, in het bijzonder de grote teen, naar boven (in hyperextensie). In het algemeen wijst dit op een aandoening in het centrale zenuwstelsel, dat wil zeggen, de hersenen of het ruggenmerg.

## Pseudo-babinskireflex
Bij zuigelingen is het centrale zenuwstelsel nog onrijp en de reactie op prikkels verschilt daarom van die van volwassenen. Bij de zuigeling zal het strijken langs de voetzool doorgaans leiden tot omhoog gaan van de tenen in plaats van omlaag krullen. Deze reflex zal rond de periode dat het kind leert lopen, veelal rond de 12 maanden, verdwijnen en worden vervangen door een voetzoolreflex zoals die bij volwassenen wordt gezien. Tot het tweede levensjaar wordt een babinskireflex als normaal gezien.

## Verklaring
De pathologische voetzoolreflex volgens Babinski wordt verklaard door het feit dat bij een centrale laesie inhiberende signalen vanuit de hersenen de voetzool niet bereiken. De baansystemen die hyperextensie veroorzaken krijgen, net zoals bij zuigelingen, de overhand. Dit resulteert in onder andere een hyperextensie van de grote teen.